# Puchar Świata w Zapasach 2000
Puchar rozegrano w dniu 5 lutego 2000 roku w Fairfax (Stany Zjednoczone).

## Styl wolny

### Ostateczna kolejność drużynowa
| Poz. | Państwo           |
| ---- | ----------------- |
|      | Stany Zjednoczone |
|      | Iran              |
|      | Rosja             |
| 4.   | Kuba              |
| 5.   | Ukraina           |

### Klasyfikacja indywidualna
| Waga   |                  |                             |                    | 4              | 5                       |
| ------ | ---------------- | --------------------------- | ------------------ | -------------- | ----------------------- |
| 54 kg  | Behnam Tajjebi   | Eric John Akin              | Ołeksandr Zacharuk | Maxim Molonov  | Wilfredo García         |
| 58 kg  | Alireza Dabir    | Eric Guerrero               | Miron Dzadzajew    | Yoendri Albear | Wasyl Fedoryszyn        |
| 63 kg  | Cary Kolat       | Yandro Quintana             | Zelimchan Achmadow | Akbar Behtari  | ----                    |
| 69 kg  | Lincoln McIlravy | Orest Skobelski             | Yosvany Sánchez    | Zaur Kazbekov  | Mahdi Bara’ati          |
| 76 kg  | Joe Williams     | Szamil Alijew               | Daniel González    | Alik Muzajew   | Ramezanali Oliaii Nejad |
| 85 kg  | Yoel Romero      | Les Gutches                 | Mehdi Saradjlov    | Sażyd Sażydow  | Taras Dańko             |
| 97 kg  | Ali Reza Hejdari | Kuramagomied Kuramagomiedow | Wilfredo Morales   | Dominic Black  | Serhij Priadun          |
| 130 kg | Kerry McCoy      | Oleg Chorpiakow             | Ali Reza Rezaji    | Merab Walijew  | Alexis Rodríguez        |